# Národní tenisové centrum (Peking)
Národní tenisové centrum (anglicky National Tennis Center) je tenisový areál ležící v pekingském Olympijském parku, který byl otevřen 1. října 2007. Obsahuje dvanáct soutěžních a šest tréninkových dvorců s modrým tvrdým povrchem DecoTurf. Celková kapacita střediska činí 32 400 diváků. 

## Charakteristika
Tenisové centrum se rozkládá na ploše 16,68 hektarů. Celková denní kapacita během Letních olympijských her 2008 činila 17 400 diváků.
Centrálním dvorcem se v roce 2011 stal Diamantový kurt (Národní tenisový stadion) s kapacitou 15 tisíc návštěvníků, opatřený zatahovací střechou. Dalšími třemi hlavními kurty jsou Lotosový dvorec s kapacitou 10 tisíc diváků, vzdálený 2,6 kilometru od hlavního olympijského stadionu Ptačí hnízdo, který během olympijských her plnil roli cent kurtu. Do ochozů Měsíčního kurtu může zavítat 4 tisíc osob. Dvorec č. 1 pro 2 tisíce diváků byl v roce 2013 pojmenován po australském tenistovi Bradu Drewettovi, který se v roce 2012 stal prezidentem Asociace tenisových profesionálů. Následující rok zemřel v 54 letech na amyotrofickou laterální sklerózu.
Většina velkých dvorců je koncipována jako lotosový květ, jeden ze symbolů pekingské olympiády, a sestává z dvanácti částí – plodolistů květiny. Kurty byly navrženy pro maximální přirozenou cirkulaci vzduchu v arénách, aby minimalizovaly vyšší koncentraci zplodin v ovzduší čínské metropole. Chladicí jednotky klimatizace mohou snížit teplotu v aréně až o 5 °C. Střešní listy dvorců kryjí diváky před přímým slunečním svitem.

## Turnaje
V areálu proběhl tenisový turnaj Letních olympijských her 2008 a Letních paralympijských her 2008. Od sezóny 2009 hostí turnaj China Open, hraný na přelomu září a října. V rámci mužského okruhu ATP Tour patří do kategorie ATP Tour 500 a ženská část probíhá v kategorii WTA 1000. 

## Přejmenování
Od vzniku tenisového areálu až do roku 2009 neslo středisko název Zelené olympijské tenisové centrum (anglicky Olympic Green Tennis Center, jednoduchá čínština: 北京奥林匹克公园网球中心; tradiční čínština: t=北京奧林匹克公園網球場; pinyin: Běijīng Àolínpǐkè Gōngyuán Wǎngqiúchǎng). Od sezóny 2009, kdy se areál stal dějištěm profesionálního turnaje China Open, získal pojmenování Národní tenisové centrum.

## Galerie

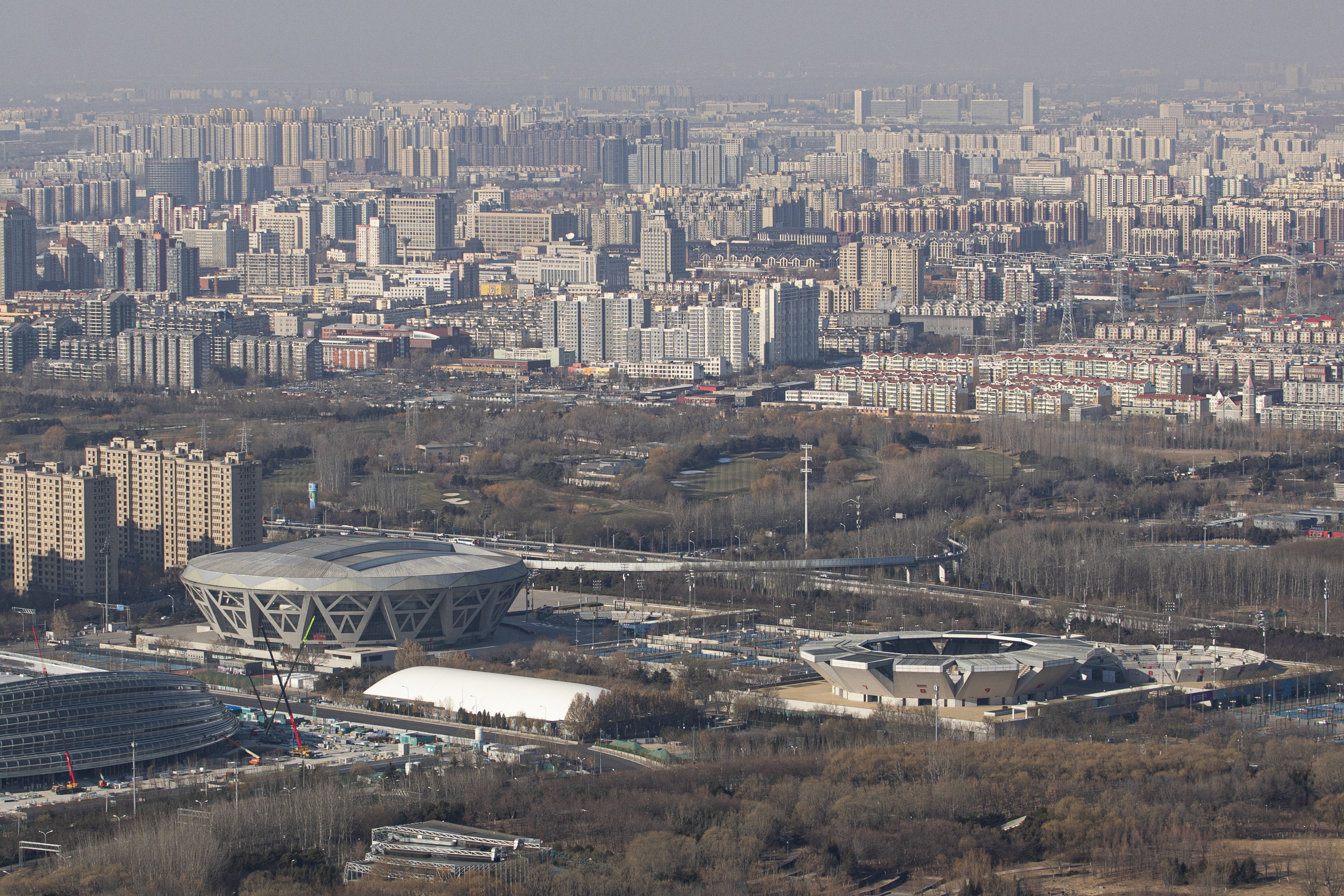
Diamantový kurt (vlevo) a Lotosový kurt (vpravo)
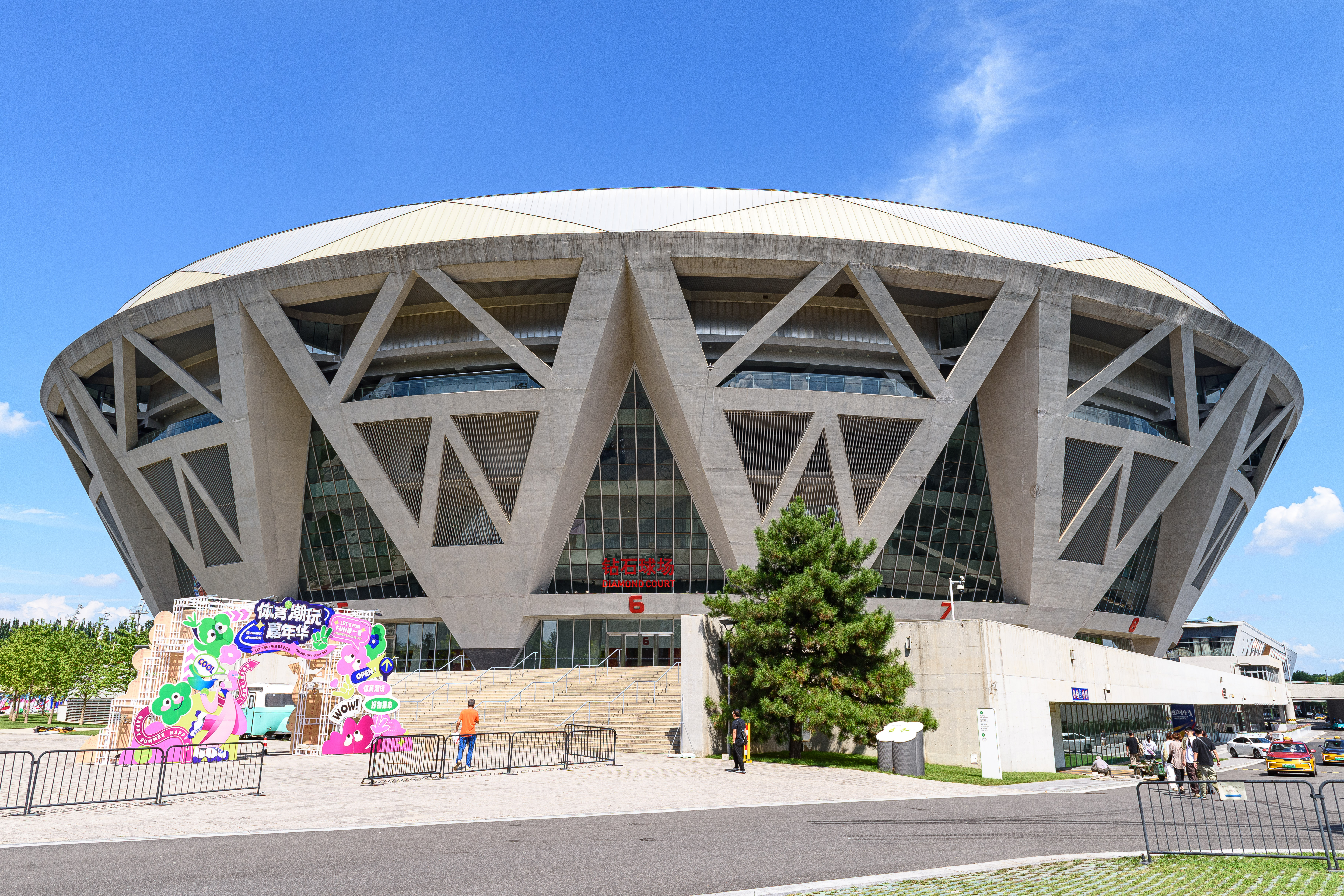
Zevní konstrukce centru ve tvaru diamantu
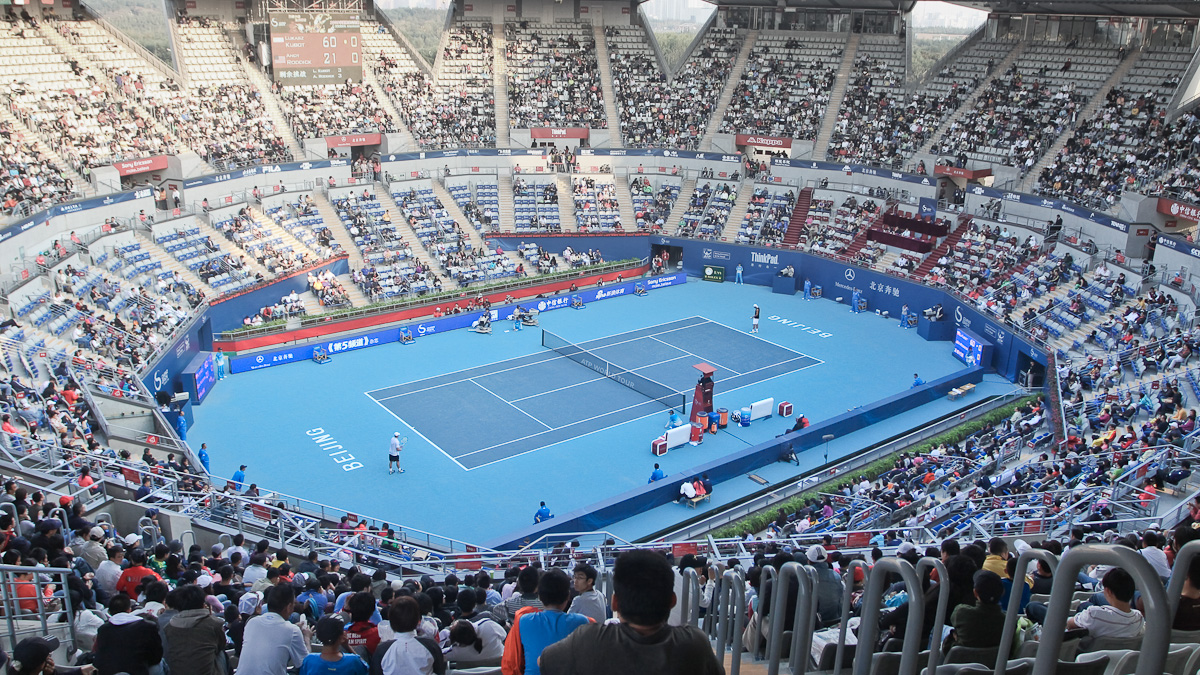
Lotosový kurt během China Open
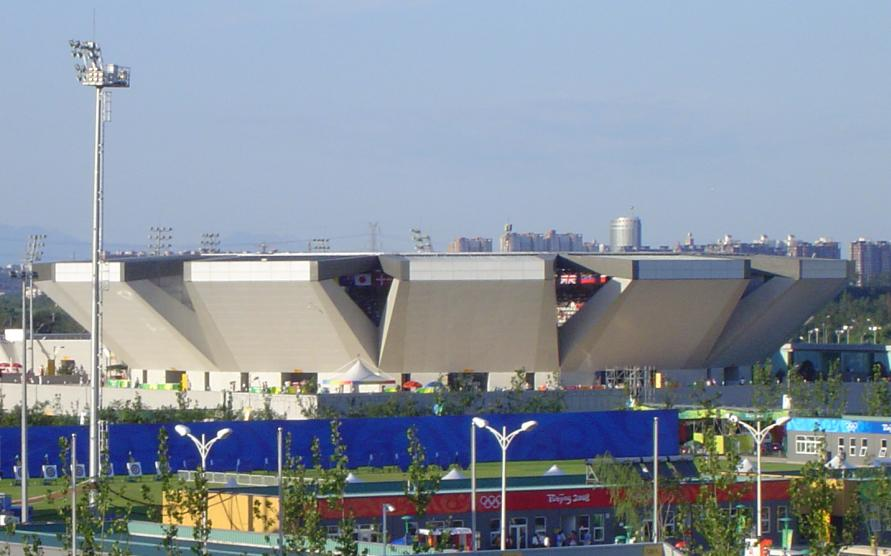
Lotosový kurt jako květ lotosu
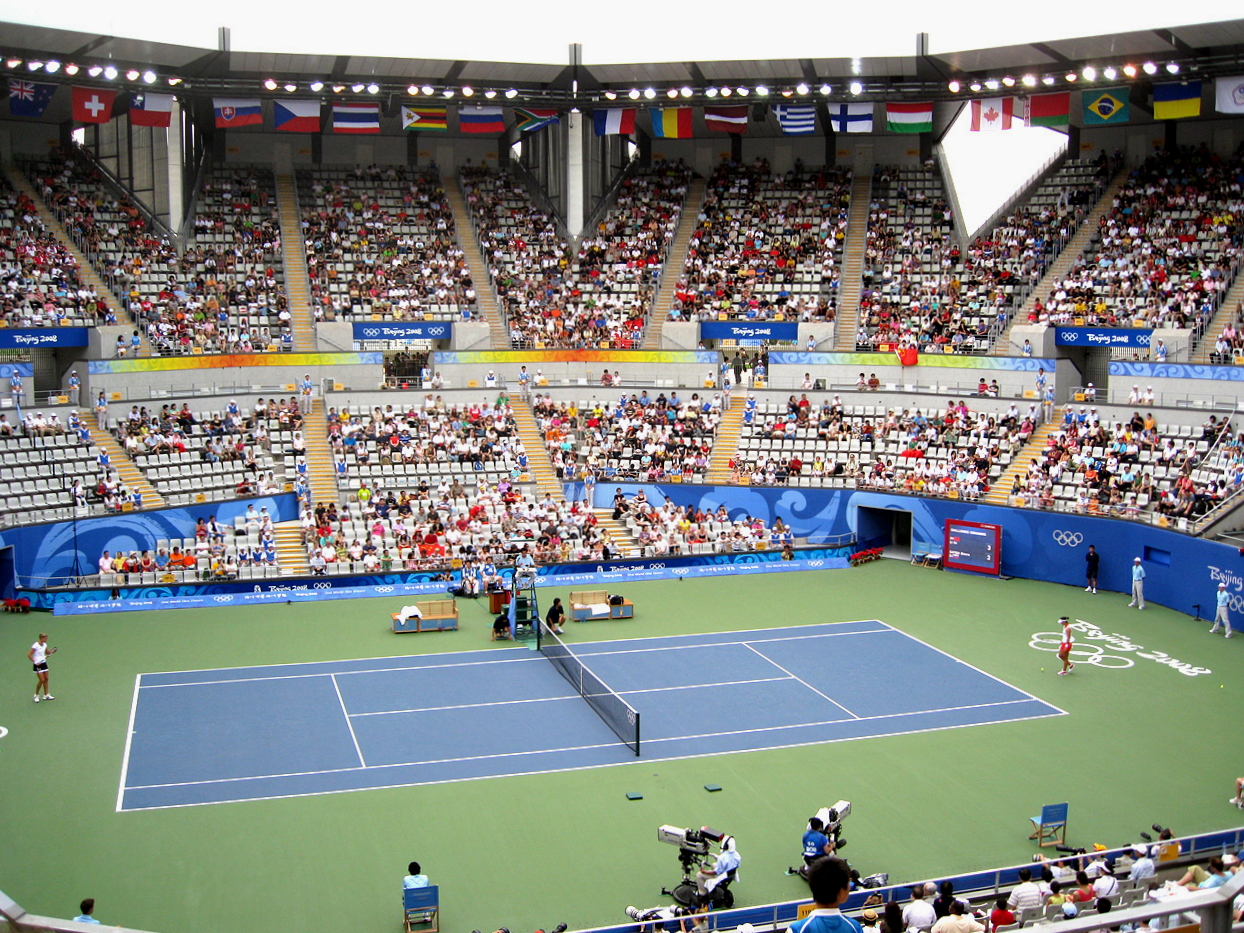
Lotosový kurt během LOH 2008